# Nowickia rondanii
Nowickia rondanii är en tvåvingeart som först beskrevs av Giglio-tos 1890.  Nowickia rondanii ingår i släktet Nowickia och familjen parasitflugor. Inga underarter finns listade i Catalogue of Life.